# Sušobreg
Sušobreg es una localidad de Croacia en el municipio de Konjščina, condado de Krapina-Zagorje.

## Geografía
Se encuentra a una altitud de 187 m s. n. m., a 44,8 km de la capital nacional, Zagreb.

## Demografía
En el censo 2011, el total de población de la localidad fue de 221 habitantes.